# دستمال مرطوب

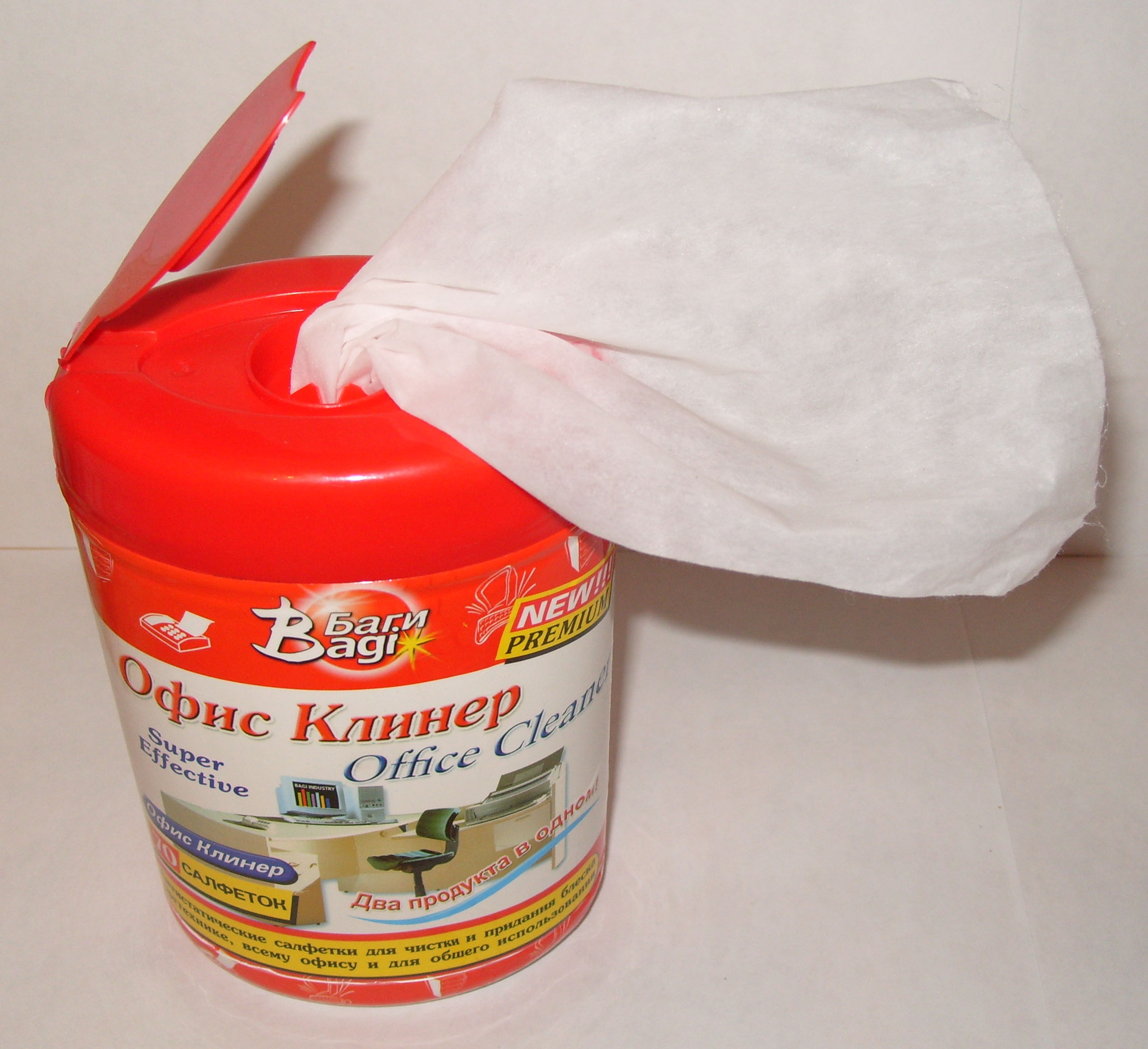

دستمال مرطوب (انگلیسی: Wet wipe) که به عنوان حوله مرطوب یا دستمال تر نیز شناخته می‌شود، یک تکه کاغذ یا پارچه مرطوب شده کوچک تا متوسط است که برای بهداشت شخصی، تمیز کردن یا ضدعفونی کردن استفاده می‌شود. آنها معمولاً حاوی نوعی محلول تمیز کننده یا ضدعفونی کننده هستند و می‌توانند برای تمیز کردن دست‌ها، صورت و بدن یا برای تمیز کردن سطوحی مانند میزها یا صندلی‌های بلند استفاده شوند. دستمال مرطوب اغلب برای راحتی و قابل حمل بودن به صورت جداگانه بسته‌بندی می‌شوند. آنها معمولاً در حمام‌ها، رستوران‌ها و سایر مکان‌های عمومی یافت می‌شوند و برای استفاده در سفر یا فعالیت‌های در حرکتی محبوب هستند.